# Vécsey Adolf
Vécsey Adolf (Budapest, 1915 – Frankfurt, 1979) labdarúgó, kapus.

## Pályafutása
Az angyalföldi születésű Vécsey a Salgótarjáni BTC és a Kispest után az 1940-es évek elején szerződött a Nagyváradi AC-hoz, ahol az 1943–44-es idényben bajnokságot nyert csapatnak az első számú kapusa volt. A második világháború befejezése után visszatért Nagyváradra. 1948–49-es idényben ismét bajnokságot nyert a csapattal a román bajnokságban.
1952-ben Bukarestben a Dinamo ellen játszottak bajnoki mérkőzést. Az ellenfél edzője, Barátky Gyula azzal a taktika tanáccsal küldte pályára középcsatárát, hogy addig idegesítse Vécseyt, míg ki nem állítják. A kapus egy ideig tolerálta, az öt ért inzultusokat, de egy alkalommal lefejelte a csatárt, aki a taktikai utasításnak megfelelően rögtön el is terült és Vécseyt kiállította a játékvezető. Az ekkor 1–1-re álló mérkőzést a kapus nélkül maradt nagyváradiak elvesztették 3–1-re. Vécseyt a labdarúgó-szövetség örökre eltiltotta, és így aktív pályafutása 37 évesen véget ért.
Miután visszatelepült Magyarországra először edzősködött, de hamar belátta, hogy nem neki való ez a munka. Ezt követően évekig az Attila úti Tabán presszó vezetője volt. Később az NSZK-ba disszidált, és Frankfurtban élt. 64 évesen gyomorrák következtében hunyt el.

## Sikerei, díjai
- Román bajnokság
  - bajnok: 1948–49
- Magyar bajnokság
  - bajnok: 1943–44
  - 2.: 1942–43